# CINAHL
CINAHL, abbreviazione di Cumulative Index to Nursing and Allied Health Literature (dall'inglese: Indice cumulativo della letteratura infermieristica e sanitaria) è un indice bibliografico che include articoli di riviste in lingua inglese e in altre lingue riguardanti l'assistenza infermieristica, le professioni sanitarie, la biomedicina e l'assistenza sanitaria.

## Storia
Negli anni '40, Ella Crandall, Mildred Grandbois e Mollie Sitner iniziarono a creare un indice di articoli tratti da riviste di infermieristica.
L'indice fu pubblicato per la prima volta nel 1961 con il nome di Cumulative Index to Nursing Literature (CINL). Nel 1977 il titolo fu cambiato in Cumulative Index to Nursing and Allied Health Literature, quando il suo ambito fu ampliato per includere anche le riviste di paramedicina. L'indice è stato pubblicato per la prima volta online nel 1984.
Nel 2003 l'editore, Cinahl Information Systems, è stato acquisito dalla EBSCO Publishing.
L'edizione web è stata curata da EBSCO Publishing, Ovid Technologies e ProQuest, Cinahl Information Systems e DataStar (a partire da Dialog). Nel 2006, EBSCO ha annunciato la sua intenzione di non rinnovare gli accordi di distribuzione con gli altri fornitori e di rendere CINAHL disponibile esclusivamente sulla piattaforma EBSCOhost.
Al 2025, il  servizio è riservato agli utenti in abbonamento.